# Coppa Italia Dilettanti 1985-1986
La Coppa Italia Dilettanti 1985-1986 è stata la 20ª edizione di questa competizione calcistica italiana. È stata disputata con la formula dell'eliminazione diretta ed è stata vinta dal Cassino.
Dopo l'entrata in vigore della Legge n. 91 del 23 marzo 1981 che ha abolito il calcio semiprofessionistico, le squadre del Campionato Interregionale (5º livello nazionale, primo dilettantistico) partecipano a questa coppa, assieme a quelle di Promozione (1º livello regionale, 6º nazionale). Il torneo viene diviso in due "binari" per le due categorie con assegnazione delle rispettive Coppe Italia. Le due vincitrici si affrontano poi per l'assegnazione della Coppa Italia Dilettanti.
L'edizione, come detto sopra, è stata vinta dal Cassino, che superò in finale il Formia in un derby molto sentito fra le due squadre protagoniste (40 km la distanza); le finaliste sconfitte delle due coppe furono ALMAS (Interregionale) e Pontevecchio (Promozione).

## Novità
Fino alla edizione precedente, le squadre di Interregionale e Promozione disputavano una fase eliminatoria separata fra le due categorie, riunendosi poi per i quarti di finale.
Da questa stagione le squadre delle due categorie (Campionato Interregionale 1985-1986 e Promozione 1985-1986) disputano due coppe diverse con assegnazione delle rispettive Coppe Italia di settore. Le due vincenti si affrontano poi nella finale per la Coppa Italia Dilettanti.

## Partecipanti
Alla finale giungono le vincitrici della fase Interregionale e della fase Promozione.
| Torneo              | Squadra | Città (provincia) | Posizione in campionato             |
| ------------------- | ------- | ----------------- | ----------------------------------- |
| fase Interregionale | Formia  | Formia (LT)       | 10º nel girone G del Interregionale |
| fase Promozione     | Cassino | Cassino (FR)      | 2º nel girone B del Lazio           |

### Il cammino delle finaliste
```
Fase Interregionale

PRIMO TURNO:

Formia
-
Fondi
                  4-0 0-0

SECONDO TURNO:

Spes OMI Roma-
Formia
          1-2

Formia
-
Latina
                 1-0

SEDICESIMI:

Formia
-
Sarnese
                4-2 0-1

OTTAVI:

Formia
-Elettrocarbonium       2-0 1-1

QUARTI:

Formia
-
Scicli
                 1-0 0-0

SEMIFINALI:

Formia
-Mesagne                2-1 1-2 
(
dtr
)

FINALE

Formia
-
ALMAS
                  2-2 1-0
```

```
Fase Promozione

PRIMO TURNO:

Cassino
-Zagarolo               2-1 0-0

SECONDO TURNO:

Cassino
-Fiumicino              2-0 1-1

TERZO TURNO:

Cassino
-
Portici
                1-1 1-0

QUARTO TURNO:

Cassino
-Sibilla                3-0 0-1

QUINTO TURNO:

Cassino
-Massafra               2-0 1-1

SESTO TURNO:

Cassino
-
Portici
                2-0
Noci-
Cassino
                   0-0

SEMIFINALI:

Cassino
-Leno                   1-0 0-1 
(
dtr
)

FINALE

Cassino
-
Pontevecchio
           2-0 0-0
```

## Finale
| Arbitro: | Fucci (Salerno) |

| |            | |
| Di Paolo 41’, 72’ Mignarelli 47’ (rig.) | Marcatori  | 77’ Chiappini |
| · Luperto · De Sanctis · 20’ Capizzi · F. Prete · Zappoli · E. Prete · Trotta · Galardo · Di Paolo · Mignarelli · 70’ Velardo · A disposizione: · 20’ Ulisse · 70’ Mella | Formazioni | · Bambini · Nucci · Soscia · Dalmonte · Pierobon · Gradina 60’ · Partoini 62’ · Cardarelli · Speziale · Chiappini · De Rosa · A disposizione: · Quinto 60’ · Grasso 62’ |
| Lillo | Allenatori | Parisio |